# NBA Rookie of the Year
De NBA Rookie of the Year is een jaarlijkse basketbalprijs die door Amerikaanse en Canadese sportjournalisten wordt verkozen voor de beste nieuwkomer in de NBA. De prijs wordt sinds 1952/53 jaarlijks uitgereikt en de winnaar krijgt de Eddie Gottlieb Trophy. Het komt voor dat spelers niet het jaar nadat ze gedraft zijn werden verkozen maar een jaar later dit kan liggen aan een blessure waardoor ze een heel seizoen gemist hebben, het jaar erop wordt dan als hun rookie-seizoen gerekend.

## Winnaars

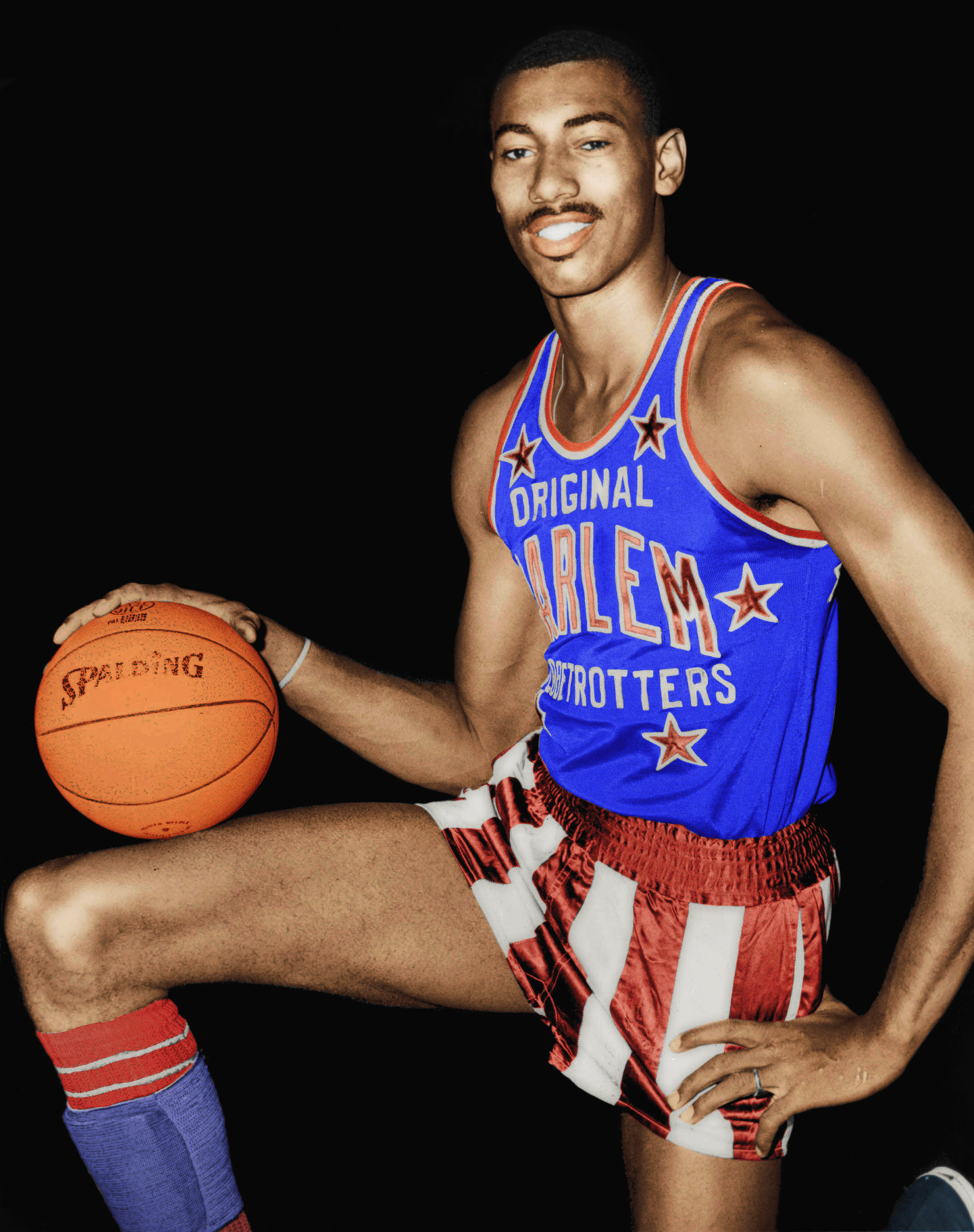
Wilt Chamberlain won in 1960

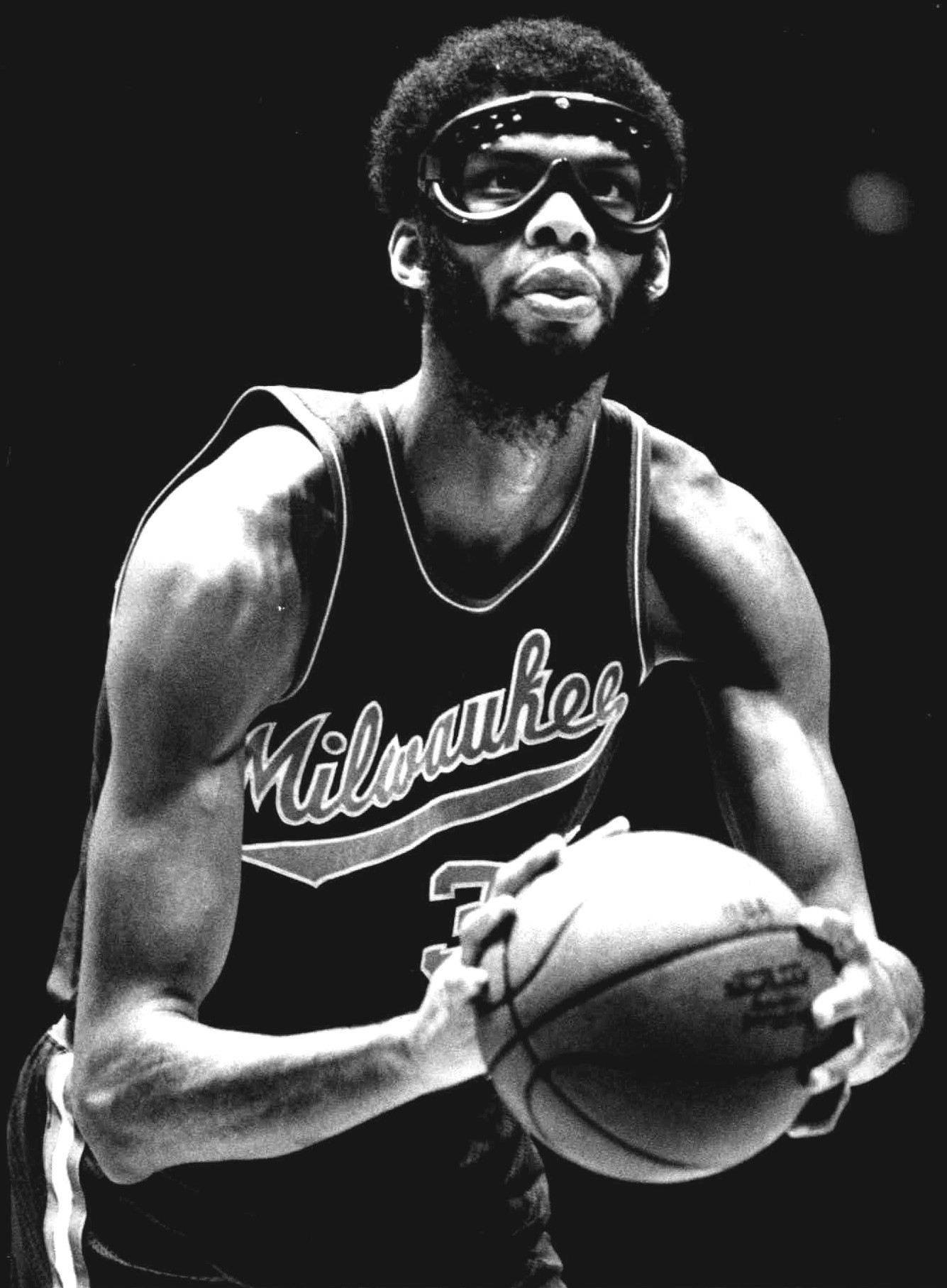
Lew Alcindor won in 1970

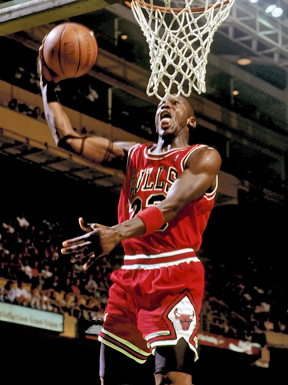
Michael Jordan won in 1985

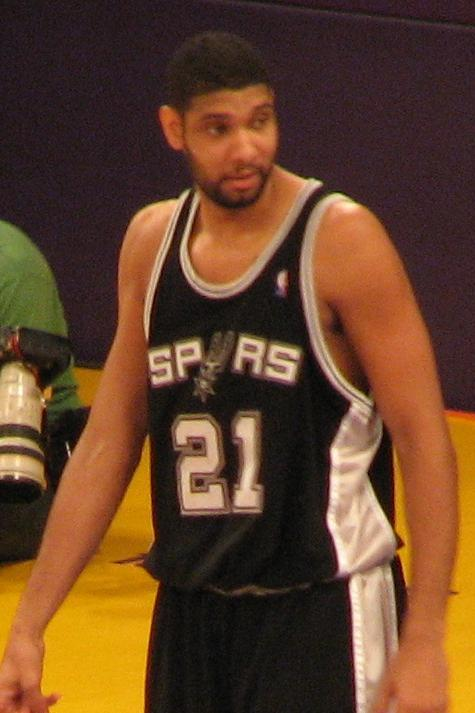
Tim Duncan won in 1998

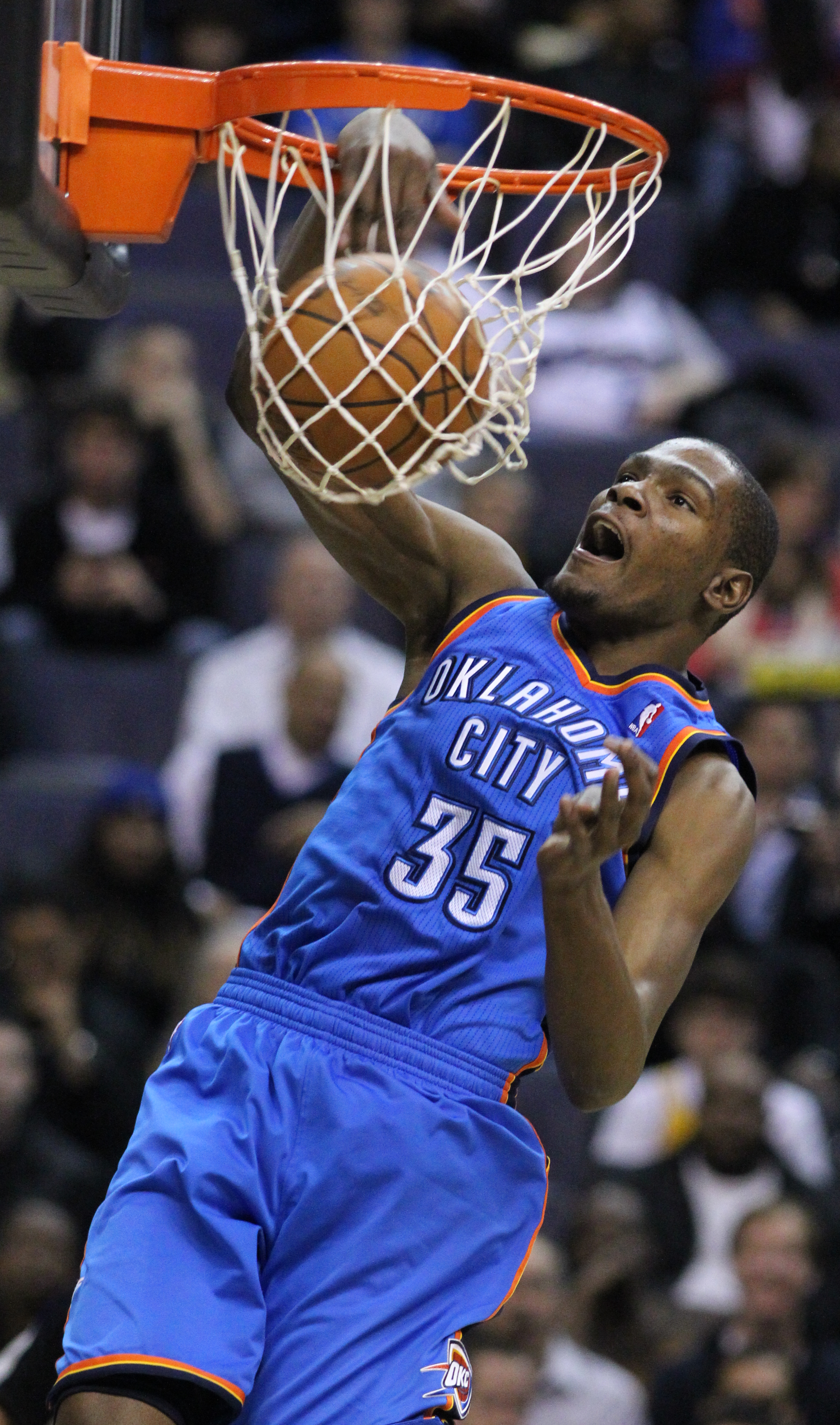
Kevin Durant won in 2008

| Seizoen | Speler                  | Positie        | Nationaliteit          | Club                              | Draftpick |
| ------- | ----------------------- | -------------- | ---------------------- | --------------------------------- | --------- |
| 1952/53 | Don Meineke             | Forward/Center | Verenigde Staten       | Fort Wayne Pistons                | 12        |
| 1953/54 | Ray Felix               | Center         | Verenigde Staten       | Baltimore Bullets                 | 1         |
| 1954/55 | Bob Pettit              | Forward/Center | Verenigde Staten       | Milwaukee Hawks                   | 2         |
| 1955/56 | Maurice Stokes          | Forward/Center | Verenigde Staten       | Rochester Royals                  | 2         |
| 1956/57 | Tom Heinsohn            | Forward        | Verenigde Staten       | Boston Celtics                    | T         |
| 1957/58 | Woody Sauldsberry       | Forward/Center | Verenigde Staten       | Philadelphia Warriors             | 60        |
| 1958/59 | Elgin Baylor            | Forward        | Verenigde Staten       | Minneapolis Lakers                | 1         |
| 1959/60 | Wilt Chamberlain        | Center         | Verenigde Staten       | Philadelphia Warriors             | T         |
| 1960/61 | Oscar Robertson         | Guard          | Verenigde Staten       | Cincinnati Royals                 | 1/T       |
| 1961/62 | Walt Bellamy            | Center         | Verenigde Staten       | Chicago Packers                   | 1         |
| 1962/63 | Terry Dischinger        | Forward/Guard  | Verenigde Staten       | Chicago Zephyrs                   | 8         |
| 1963/64 | Jerry Lucas             | Forward/Center | Verenigde Staten       | Cincinnati Royals                 | T         |
| 1964/65 | Willis Reed             | Center/Forward | Verenigde Staten       | New York Knicks                   | 8         |
| 1965/66 | Rick Barry              | Forward        | Verenigde Staten       | San Francisco Warriors            | 2         |
| 1966/67 | Dave Bing               | Guard          | Verenigde Staten       | Detroit Pistons                   | 2         |
| 1967/68 | Earl Monroe             | Guard          | Verenigde Staten       | Baltimore Bullets                 | 2         |
| 1968/69 | Wes Unseld              | Center/Forward | Verenigde Staten       | Baltimore Bullets                 | 2         |
| 1969/70 | Lew Alcindor            | Center         | Verenigde Staten       | Milwaukee Bucks                   | 1         |
| 1970/71 | Dave Cowens             | Center/Forward | Verenigde Staten       | Boston Celtics                    | 4         |
| 1970/71 | Geoff Petrie            | Guard          | Verenigde Staten       | Portland Trail Blazers            | 8         |
| 1971/72 | Sidney Wicks            | Forward/Center | Verenigde Staten       | Portland Trail Blazers            | 2         |
| 1972/73 | Bob McAdoo              | Center/Forward | Verenigde Staten       | Buffalo Braves                    | 2         |
| 1973/74 | Ernie DiGregorio        | Guard          | Verenigde Staten       | Buffalo Braves                    | 3         |
| 1974/75 | Jamaal Wilkes           | Forward/Guard  | Verenigde Staten       | Golden State Warriors             | 11        |
| 1975/76 | Alvan Adams             | Center/Forward | Verenigde Staten       | Phoenix Suns                      | 4         |
| 1976/77 | Adrian Dantley          | Forward/Guard  | Verenigde Staten       | Buffalo Braves                    | 6         |
| 1977/78 | Walter Davis            | Guard/Forward  | Verenigde Staten       | Phoenix Suns                      | 5         |
| 1978/79 | Phil Ford               | Guard          | Verenigde Staten       | Kansas City Kings                 | 2         |
| 1979/80 | Larry Bird              | Forward        | Verenigde Staten       | Boston Celtics                    | 6         |
| 1980/81 | Darrell Griffith        | Guard          | Verenigde Staten       | Utah Jazz                         | 2         |
| 1981/82 | Buck Williams           | Forward/Center | Verenigde Staten       | New Jersey Nets                   | 3         |
| 1982/83 | Terry Cummings          | Forward        | Verenigde Staten       | San Diego Clippers                | 2         |
| 1983/84 | Ralph Sampson           | Center/Forward | Verenigde Staten       | Houston Rockets                   | 1         |
| 1984/85 | Michael Jordan          | Guard          | Verenigde Staten       | Chicago Bulls                     | 3         |
| 1985/86 | Patrick Ewing           | Center         | Verenigde Staten       | New York Knicks                   | 1         |
| 1986/87 | Chuck Person            | Forward        | Verenigde Staten       | Indiana Pacers                    | 4         |
| 1987/88 | Mark Jackson            | Guard          | Verenigde Staten       | New York Knicks                   | 18        |
| 1988/89 | Mitch Richmond          | Guard          | Verenigde Staten       | Golden State Warriors             | 5         |
| 1989/90 | David Robinson          | Center         | Verenigde Staten       | San Antonio Spurs                 | 1         |
| 1990/91 | Derrick Coleman         | Forward        | Verenigde Staten       | New Jersey Nets                   | 1         |
| 1991/92 | Larry Johnson           | Forward        | Verenigde Staten       | Charlotte Hornets                 | 1         |
| 1992/93 | Shaquille O'Neal        | Center         | Verenigde Staten       | Orlando Magic                     | 1         |
| 1993/94 | Chris Webber            | Forward/Center | Verenigde Staten       | Golden State Warriors             | 1         |
| 1994/95 | Grant Hill              | Forward/Guard  | Verenigde Staten       | Detroit Pistons                   | 3         |
| 1994/95 | Jason Kidd              | Guard          | Verenigde Staten       | Dallas Mavericks                  | 2         |
| 1995/96 | Damon Stoudamire        | Guard          | Verenigde Staten       | Toronto Raptors                   | 7         |
| 1996/97 | Allen Iverson           | Guard          | Verenigde Staten       | Philadelphia 76ers                | 1         |
| 1997/98 | Tim Duncan              | Forward/Center | Verenigde Staten       | San Antonio Spurs                 | 1         |
| 1998/99 | Vince Carter            | Guard/Forward  | Verenigde Staten       | Toronto Raptors                   | 5         |
| 1999/00 | Elton Brand             | Forward        | Verenigde Staten       | Chicago Bulls                     | 1         |
| 1999/00 | Steve Francis           | Guard          | Verenigde Staten       | Houston Rockets                   | 2         |
| 2000/01 | Mike Miller             | Forward/Guard  | Verenigde Staten       | Orlando Magic                     | 5         |
| 2001/02 | Pau Gasol               | Forward/Center | Spanje                 | Memphis Grizzlies                 | 3         |
| 2002/03 | Amar'e Stoudemire       | Forward/Center | Verenigde Staten       | Phoenix Suns                      | 9         |
| 2003/04 | LeBron James            | Forward        | Verenigde Staten       | Cleveland Cavaliers               | 1         |
| 2004/05 | Emeka Okafor            | Center/Forward | Verenigde Staten       | Charlotte Bobcats                 | 2         |
| 2005/06 | Chris Paul              | Guard          | Verenigde Staten       | New Orleans/Oklahoma City Hornets | 4         |
| 2006/07 | Brandon Roy             | Guard          | Verenigde Staten       | Portland Trail Blazers            | 6         |
| 2007/08 | Kevin Durant            | Forward        | Verenigde Staten       | Seattle SuperSonics               | 2         |
| 2008/09 | Derrick Rose            | Guard          | Verenigde Staten       | Chicago Bulls                     | 1         |
| 2009/10 | Tyreke Evans            | Guard/Forward  | Verenigde Staten       | Sacramento Kings                  | 4         |
| 2010/11 | Blake Griffin           | Forward        | Verenigde Staten       | Los Angeles Clippers              | 1         |
| 2011/12 | Kyrie Irving            | Guard          | Verenigde Staten       | Cleveland Cavaliers               | 1         |
| 2012/13 | Damian Lillard          | Guard          | Verenigde Staten       | Portland Trail Blazers            | 6         |
| 2013/14 | Michael Carter-Williams | Guard          | Verenigde Staten       | Philadelphia 76ers                | 11        |
| 2014/15 | Andrew Wiggins          | Forward/Guard  | Canada                 | Minnesota Timberwolves            | 1         |
| 2015/16 | Karl-Anthony Towns      | Center         | Dominicaanse Republiek | Minnesota Timberwolves            | 1         |
| 2016/17 | Malcolm Brogdon         | Guard          | Verenigde Staten       | Milwaukee Bucks                   | 36        |
| 2017/18 | Ben Simmons             | Forward/Guard  | Australië              | Philadelphia 76ers                | 1         |
| 2018/19 | Luka Dončić             | Guard/Forward  | Slovenië               | Dallas Mavericks                  | 3         |
| 2019/20 | Ja Morant               | Guard          | Verenigde Staten       | Memphis Grizzlies                 | 2         |
| 2020/21 | LaMelo Ball             | Guard          | Verenigde Staten       | Charlotte Hornets                 | 3         |
| 2021/22 | Scottie Barnes          | Forward        | Verenigde Staten       | Toronto Raptors                   | 4         |
| 2022/23 | Paolo Banchero          | Forward        | Verenigde Staten       | Orlando Magic                     | 1         |
| 2023/24 | Victor Wembanyama       | Center         | Frankrijk              | San Antonio Spurs                 | 1         |
| 2024/25 | Stephon Castle          | Guard          | Verenigde Staten       | San Antonio Spurs                 | 4         |

## Voor 1952/53
Voor het seizoen 1952/53 werd er door de NBA geen "Rookie of the Year" gekozen maar wel door journalisten. Maar de NBA herkent deze spelers niet als winnaar van deze prijs. Ze werden wel tweemaal opgenomen in een tijdschrift uitgegeven door de NBA.
| Seizoen | Speler        | Positie        | Nationaliteit    | Club                    | Draftpick |
| ------- | ------------- | -------------- | ---------------- | ----------------------- | --------- |
| 1947/48 | Paul Hoffman  | Guard/Forward  | Verenigde Staten | Baltimore Bullets       | 70        |
| 1948/49 | Howie Shannon | Guard/Forward  | Verenigde Staten | Providence Steamrollers | 1         |
| 1949/50 | Alex Groza    | Center         | Verenigde Staten | Indianapolis Olympians  | 2         |
| 1950/51 | Paul Arizin   | Forward/Guard  | Verenigde Staten | Philadelphia Warriors   | T         |
| 1951/52 | Bill Tosheff  | Guard          | Verenigde Staten | Indianapolis Olympians  | 32        |
| 1951/52 | Mel Hutchins  | Forward/Center | Verenigde Staten | Milwaukee Hawks         | 2         |